# Prezumptsija nevinovnosti
Prezumptsija nevinovnosti (russisk: Презумпция невиновности) er en sovjetisk spillefilm fra 1988 af Jevgenij Tatarskij.

## Medvirkende
- Ljubov Polisjjuk som Zoja Bolotnikova
- Stanislav Sadalskij som Leonid Borisovitj Ozeran
- Vasilij Funtikov som Misha Sovtji
- Leonid Kuravljov som Bondarev
- Jurij Bogatyrjov som Kozinets